# Funayūrei

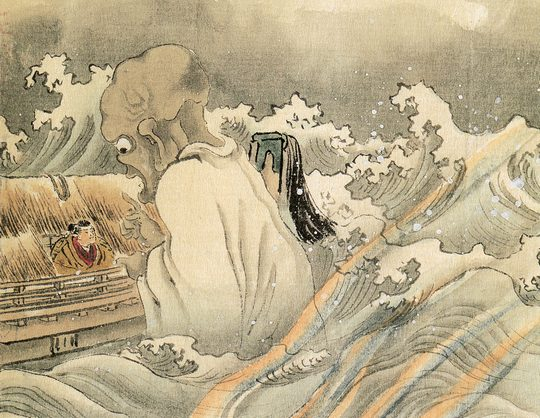
"Marinai e Funayurei" di Kawanabe Kyōsai

Gli Funayūrei (船幽霊? o 舟幽霊?, lett. "spiriti della barca") sono degli Onryō, ovvero degli spiriti vendicativi, di marinai morti in mare. Compaiono prevalentemente nelle storie di fantasmi del Periodo Edo e nelle prefetture di Yamaguchi e Saga sono detti Ayakashi.

## Leggenda
Questi spettri sono colpevoli di riempire le imbarcazioni d'acqua tramite dei secchi per farle affondare. Si dice siano gli spiriti dei naufragati che cercano altri compagni per il loro triste stato. Le storie illustrano diversi metodi per scacciarli, come lanciare un Onigiri tra i flutti o imbarcare un secchio senza fondo. Umibōzu, uno spettrale gigante marino, è considerato da alcuni un funayūrei più che uno Yōkai particolare.

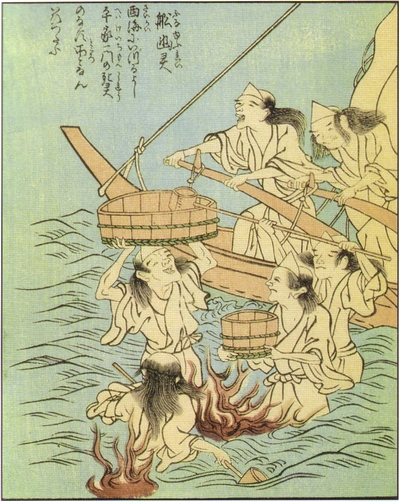
"Funayūrei" dall'Ehon Hyaku Monogatari di Takehara Shunsen

Il loro aspetto cambia di area in area: alcune leggende descrivono delle figure umanoidi che fluttuano sul mare mentre altre li considerano come l'equipaggio di una Nave fantasma. Si dice che la loro presenza sia riconoscibile da una sinistra luce spirituale, similmente all'Umibōzu. Inoltre, i racconti popolari li vedono abitanti anche in fiumi, laghi e paludi di aree disabitate. Appaiono di notte, in serate piovose o nebbiose. Una nave con loro al timone brilla di luce propria nel buio della notte. Inseguire queste barche porta inevitabilmente a incagliarsi su degli scogli, mentre non fuggire al suo cospetto spinge i morti ad abbordare la nave.
Nel Distretto di Hata si sostiene che i funayūrei causino naufragi non assaltando l'imbarcazione, ma causandone malfunzionamenti, mentre nella Prefettura di Toyoma si ritiene che gli spiriti si impossessino dell'equipaggio, costringendolo a impiccarsi. 
Nella Prefettura di Miyagi è consigliato fermare la nave alla vista dei Funayūrei se si vuole sopravvivere. Nelle isole presso Kōzu-shima è credenza popolare lanciare nel mare beni come fiori, incenso, riso e acqua consacrata per sfuggire dalla morte in mare.